# Chalupův mlýn
Chalupův mlýn v Horní Lhotě v okrese Zlín je vodní mlýn, který stojí na potoku Olše v centru obce. Od roku 1992 je chráněn jako nemovitá kulturní památka České republiky.

## Historie
Mlýn byl postaven na pustém místě po roce 1700 Janem Urbánkem. Roku 1770 povolil Karel Antonín hrabě Serényi mlynáři právo volného odkazu nebo prodeje. Na tomto mlýně bylo také dědičné fojství.
Mlýn ukončil provoz v roce 1925.

## Popis
Areál vodního mlýna tvoří přízemní obytná budova se zbytky mlýnice, zděný hospodářský trakt, patrová komora a dochovaná část roubené stodoly. Patro je přístupné vnějším dřevěným schodištěm, které vede na dřevěnou pavlač.